# Yeremy Pino
Yéremy Jesús Pino Santos (Las Palmas, 2002. október 20. –) spanyol válogatott labdarúgó, a La Ligában szereplő Villarreal csatárja.

## Pályafutása

### Villarreal CF
2020. október 18-án nevezték első alkalommal az együttesbe, a Valencia elleni bajnokira.
Négy nappal később a 18. születésnapja után két nappal debütált a csapatban, csereként a 79. percben a Sivasspor ellen az Európa Liga csoportkörében. A bajnokságban október 25-én mutatkozott be a Cádiz CF elleni 0–0-s mérkőzés 86. percében Paco Alcácert váltva. Négy nappal később a Qarabağ elleni EL mérkőzésen szerezte profi pályafutása első gólját. 
December 12-én rögtön legelső Copa del Rey (spanyol kupa) mérkőzésén gólt jegyzett a Leioa elleni 0–6-os találkozón.
2021. május 26-án Európa Liga győztes lett miután legyőzték a Manchester United csapatát, a mérkőzésén 77 perc játéklehetőséget kapott Unai Emerytől.
Ennek köszönhetően augusztus 11-én az UEFA Szuperkupában is pályára lépett a Chelsea ellen, melyet a tizenegyespárbajban elvesztettek.
Október 26-án lépett pályára 50. alkalommal a Villarreal színeiben, a Cádiz elleni hazai mérkőzésen.
2022. február 27-én négyszer volt góllal eredményes az Espanyol elleni 5–1-re nyert bajnokin. Ezzel ő lett a La Liga (spanyol bajnokság) negyedik legfiatalabb mesterhármast szerző játékosa.

## Válogatott karrier

### Spanyolország
2021. június 8-án nevezték először, egy Litvánia elleni 4–0-s találkozón.
Mivel a csapat egy-két játékosa pozitív koronavírustesztet produkált, így elővigyázatosságból az U21-es csapatot küldték ki a pályára.

Október 26-án mutatkozott be a csapatba az Olaszország elleni 1–2-s idegenbeli találkozón a Nemzetek Ligája elődöntő mérkőzésén. Majd négy nappal később a döntőben Franciaország ellen 29 percet játszott.
2022. március 29-én szerezte első gólját az Izland elleni 5–0-s barátságos mérkőzésen, a találatot a 47. percben jegyezte Jordi Alba beadását követően.
2022. november 11-én Luis Enrique nevezte a csapat 26-fős keretébe a 2022-es katari világbajnokságra.

## Statisztika
2022. december 20-i állapot szerint.
| Klub             | Szezon           | Bajnokság        | Bajnokság | Bajnokság | Kupa  | Kupa  | Nemzetközi | Nemzetközi | Egyéb | Egyéb | Összes | Összes |
| Klub             | Szezon           | Liga             | Mérk.     | Gólok     | Mérk. | Gólok | Mérk.      | Gólok      | Mérk. | Gólok | Mérk.  | Gólok  |
| ---------------- | ---------------- | ---------------- | --------- | --------- | ----- | ----- | ---------- | ---------- | ----- | ----- | ------ | ------ |
| Villarreal C     | 2019/20          | Tercera División | 20        | 3         | —     | —     | —          | —          | —     | —     | 20     | 3      |
| Villarreal C     | Összesen         | Összesen         | 20        | 3         | —     | —     | —          | —          | —     | —     | 20     | 3      |
| Villarreal       | 2020/21          | La Liga          | 24        | 3         | 4     | 3     | 9          | 1          | —     | —     | 37     | 7      |
| Villarreal       | 2021/22          | La Liga          | 31        | 6         | 1     | 0     | 7          | 1          | 1     | 0     | 40     | 7      |
| Villarreal       | 2022/23          | La Liga          | 13        | 1         | 1     | 0     | 6          | 0          | —     | —     | 20     | 1      |
| Villarreal       | Összesen         | Összesen         | 68        | 10        | 6     | 3     | 22         | 2          | 1     | 0     | 97     | 15     |
| KARRIER ÖSSZESEN | KARRIER ÖSSZESEN | KARRIER ÖSSZESEN | 88        | 13        | 6     | 3     | 22         | 2          | 1     | 0     | 117    | 18     |

1. ↑  Mérkőzése(i) a(z) Európa Ligában
2. ↑  Mérkőzése(i) a(z) Bajnokok Ligájában
3. ↑  Mérkőzése(i) a(z) UEFA Szuperkupában
4. ↑  Mérkőzése(i) a(z) Konferencia Ligában

### A válogatottban
2022. november 18. szerint.
| Spanyolország | Spanyolország | Spanyolország |
| Év            | Mérk.         | Gólok         |
| ------------- | ------------- | ------------- |
| 2021          | 2             | 0             |
| 2022          | 5             | 1             |
| ÖSSZESEN      | 7             | 1             |

#### Góljai a válogatottban
| # | Időpont           | Helyszín                        | Ellenfél | Gólok | Eredmény | Kiírás              |
| - | ----------------- | ------------------------------- | -------- | ----- | -------- | ------------------- |
| 1 | 2022. március 29. | Riazor, A Coruña, Spanyolország | Izland   | 3–0   | 5–0      | Barátságos mérkőzés |